# International Space University
Die International Space University ist eine private Universität in Illkirch-Graffenstaden im Elsass.
Die Universität wurde 1987 gegründet. Sie bildet Fachleute auf dem Gebiet der Raumfahrt aus und befindet sich auf einem Campus der Universität Straßburg. Zu den bekannteren Gastdozenten zählen unter anderem Lori Garver, von 2009 bis 2013 stellvertretende Leiterin der NASA.
Die US-amerikanische Astronautin Jessica Meir hat dort im Jahre 2000 ihren Master of Space Studies erhalten.